# Barbacenia ignea
Barbacenia ignea är en enhjärtbladig växtart som beskrevs av Carl Friedrich Philipp von Martius, Schult. och Julius Hermann Schultes. Barbacenia ignea ingår i släktet Barbacenia och familjen Velloziaceae. Inga underarter finns listade.